# 司祭 (映画)
『司祭』（しさい、Priest）は、1994年制作のイギリスの映画。自らのセクシュアリティと信仰との間で苦悩する神父の姿を描く。
1994年のトロント国際映画祭にて初上映、ピープルズ・チョイス賞を受賞。1995年、ベルリン国際映画祭国際批評家連盟賞受賞。

## ストーリー
リヴァプールの教会に新任したグレッグは、神父として祭壇に立つ一方、夜はゲイバーへ通い、そこで知り合ったグレアムと関係を持つようになった。
ある日、父親から性的虐待を受けているという少女リサが告解に訪れる。事実を知ったグレッグだが、守秘義務という現実が立ちはだかった。

## キャスト
- グレッグ神父 - ライナス・ローチ
- マシュー神父 - トム・ウィルキンソン
- グレアム - ロバート・カーライル
- マリア - キャシー・タイソン
- リサ - クリスティーン・トレマルコ
- リサの父 - ロバート・パフ
- リサの母 - レスリー・シャープ